# Kay Arne Stenshjemmet
Kay Arne Stenshjemmet (Lillestrøm, 9 augustus 1953) is een voormalig langebaanschaatser uit Noorwegen.
Kay Arne Stenshjemmet werd samen met Sten Stensen, Amund Sjøbrend en Jan Egil Storholt de vier S'en uit Noorwegen genoemd vanwege de beginletter van hun achternaam.
Stenshjemmet nam zeven keer deel aan het EK Allround, zes keer aan het WK Allround, tweemaal aan het WK voor junioren, eenmaal aan het WK Sprint en hij was tweemaal deelnemer op de Olympische Winterspelen (in 1976 en 1980).

## Biografie
Stenshjemmet begon met schaatsen bij de vereniging Sportsklubben Ceres. Hij leerde schaatsen op het natuurijs van het Lillestrøm Stadion, dat heden ten dage niet meer in gebruik is als ijsbaan.
Het talent van Stenshjemmet bleek al bij de WK Junioren van 1973 toen hij een bronzen medaille won. Drie jaar later werd hij Europees kampioen allround, voor landgenoten Sten Stensen en Jan Egil Storholt. Ook in 1980 werd hij Europees Kampioen. In datzelfde jaar werd hij bij de Winterspelen in Lake Placid tweemaal tweede achter Eric Heiden op zowel de 1500 als op de 5000 meter.

## Records

### Persoonlijke records
| Afstand      | Tijd     | Datum           | Baan      |
| ------------ | -------- | --------------- | --------- |
| 500 meter    | 38,2     | 31 maart 1981   | Harbin    |
| 1000 meter   | 1.17,5   | 31 maart 1981   | Harbin    |
| 1500 meter   | 1.56,18  | 11 januari 1981 | Davos     |
| 3000 meter   | 4.07,22  | 16 januari 1981 | Davos     |
| 5000 meter   | 6.56,9   | 19 maart 1977   | Medeo     |
| 10.000 meter | 14.57,30 | 20 januari 1980 | Trondheim |

### Wereldrecords
| Nr. | Afstand    | Tijd   | Datum         | Baan  |
| --- | ---------- | ------ | ------------- | ----- |
| 1.  | 5000 meter | 6.56,9 | 19 maart 1977 | Medeo |

#### Wereldrecords laaglandbaan (officieus)
| Nr. | Afstand    | Tijd    | Datum           | Baan    |
| --- | ---------- | ------- | --------------- | ------- |
| 1.  | 1500 meter | 2.02,24 | 18 januari 1976 | Elverum |
| 2.  | 1500 meter | 2.00,63 | 24 januari 1976 | Oslo    |
| 3.  | 1500 meter | 1.59,87 | 22 januari 1977 | Larvik  |

## Resultaten
| Jaar | EK Allround | WK Allround | Olympische Spelen            | WK Sprint | WK Junioren |
| ---- | ----------- | ----------- | ---------------------------- | --------- | ----------- |
| 1972 |             |             |                              |           | 5e          |
| 1973 |             |             |                              |           | Brons       |
| 1974 |             |             |                              |           |             |
| 1975 | 12e         |             |                              |           |             |
| 1976 | Goud        | 4e          | 21e 500m 22e 1000m 11e 1500m |           |             |
| 1977 | Zilver      | 5e          |                              | 5e        |             |
| 1978 | 4e          | 4e          |                              |           |             |
| 1979 | Zilver      | Brons       |                              |           |             |
| 1980 | Goud        | 5e          | 1500m · 5000m                |           |             |
| 1981 | Brons       | Zilver      |                              |           |             |

### Medaillespiegel
| Kampioenschap     | Goud · | Zilver · | Brons · |
| ----------------- | ------ | -------- | ------- |
| EK Allround       | 2      | 2        | 1       |
| WK Allround       | 0      | 1        | 1       |
| Olympische Spelen | 0      | 2        | 0       |
| WK Junioren       | 0      | 0        | 1       |

Onofficiële Europese kampioenschappen

1891: Onbeslist ·
1892: Onbeslist · 
1946: Göthe Hedlund 

Officiële Europese kampioenschappen

1893: Rudolf Ericson · 
1894: Onbeslist ·
1895: Alfred Næss · 
1896: Julius Seyler · 
1897: Julius Seyler · 
1898: Gustaf Estlander · 
1899: Peder Østlund · 
1900: Peder Østlund · 
1901: Rudolf Gundersen · 
1902: Johan Schwartz · 
1903: Onbeslist ·
1904: Rudolf Gundersen · 
1905: Johan Vikander · 
1906: Rudolf Gundersen · 
1907: Moje Öholm · 
1908: Moje Öholm · 
1909: Oscar Mathisen · 
1910: Nikolaj Stroennikov · 
1911: Nikolaj Stroennikov · 
1912: Oscar Mathisen · 
1913: Vasilij Ippolitov · 
1914: Oscar Mathisen · 
1922: Clas Thunberg · 
1923: Harald Strøm · 
1924: Roald Larsen · 
1925: Otto Polacsek · 
1926: Julius Skutnabb · 
1927: Bernt Evensen · 
1928: Clas Thunberg · 
1929: Ivar Ballangrud · 
1930: Ivar Ballangrud · 
1931: Clas Thunberg · 
1932: Clas Thunberg · 
1933: Ivar Ballangrud · 
1934: Michael Staksrud · 
1935: Karl Wazulek · 
1936: Ivar Ballangrud · 
1937: Michael Staksrud · 
1938: Charles Mathiesen · 
1939: Alfons Bērziņš · 
1947: Åke Seyffarth · 
1948: Reidar Liaklev · 
1949: Sverre Farstad · 
1950: Hjalmar Andersen · 
1951: Hjalmar Andersen · 
1952: Hjalmar Andersen · 
1953: Kees Broekman · 
1954: Boris Sjilkov · 
1955: Sigge Ericsson · 
1956: Jevgeni Grisjin · 
1957: Oleg Gontsjarenko · 
1958: Oleg Gontsjarenko · 
1959: Knut Johannesen · 
1960: Knut Johannesen · 
1961: Viktor Kositsjkin · 
1962: Robert Merkoelov · 
1963: Nils Egil Aaness · 
1964: Ants Antson · 
1965: Eduard Matoesevitsj · 
1966: Ard Schenk · 
1967: Kees Verkerk · 
1968: Fred Anton Maier · 
1969: Dag Fornæss · 
1970: Ard Schenk · 
1971: Dag Fornæss · 
1972: Ard Schenk · 
1973: Göran Claeson · 
1974: Göran Claeson · 
1975: Sten Stensen · 
1976: Kay Arne Stenshjemmet · 
1977: Jan Egil Storholt · 
1978: Sergej Martsjoek · 
1979: Jan Egil Storholt · 
1980: Kay Arne Stenshjemmet · 
1981: Amund Sjøbrend · 
1982: Tomas Gustafson · 
1983: Hilbert van der Duim · 
1984: Hilbert van der Duim · 
1985: Hein Vergeer · 
1986: Hein Vergeer · 
1987: Nikolaj Goeljajev · 
1988: Tomas Gustafson · 
1989: Leo Visser · 
1990: Bart Veldkamp · 
1991: Johann Olav Koss · 
1992: Falko Zandstra · 
1993: Falko Zandstra · 
1994: Rintje Ritsma · 
1995: Rintje Ritsma · 
1996: Rintje Ritsma · 
1997: Ids Postma · 
1998: Rintje Ritsma · 
1999: Rintje Ritsma · 
2000: Rintje Ritsma · 
2001: Dmitri Sjepel · 
2002: Jochem Uytdehaage · 
2003: Gianni Romme · 
2004: Mark Tuitert · 
2005: Jochem Uytdehaage · 
2006: Enrico Fabris · 
2007: Sven Kramer · 
2008: Sven Kramer · 
2009: Sven Kramer · 
2010: Sven Kramer · 
2011: Ivan Skobrev · 
2012: Sven Kramer · 
2013: Sven Kramer · 
2014: Jan Blokhuijsen · 
2015: Sven Kramer · 
2016: Sven Kramer · 
2017: Sven Kramer · 
2019: Sven Kramer · 
2021: Patrick Roest · 
2023: Patrick Roest · 
2025: Sander Eitrem
1. ↑  Essene ber for skøyteidretten rb.no. Gearchiveerd op 2 juli 2022.